# 폴리네이케스

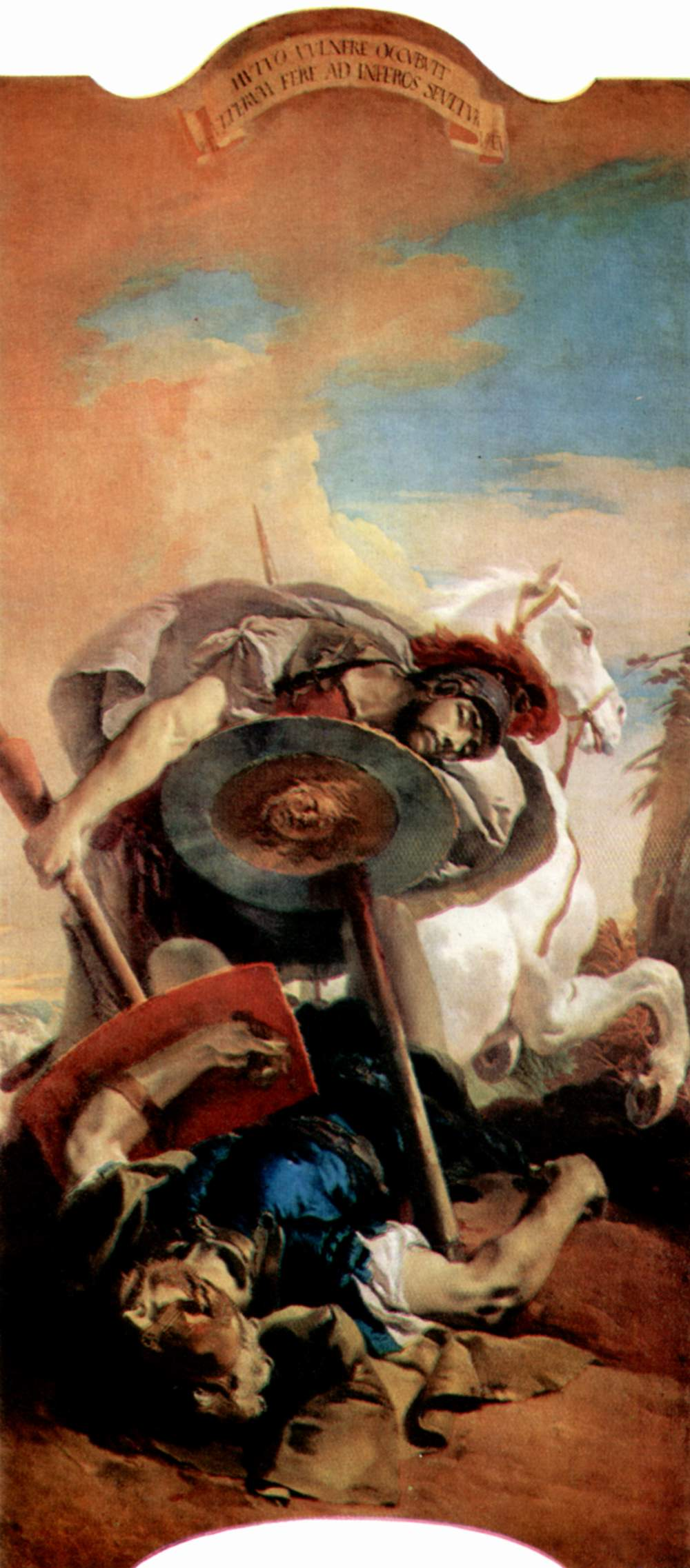
에테오클레스와 폴리네이케스, 조반니 바티스타 티에폴로 작품

폴리네이케스(그리스어: Πολυνείκης, Polyneíkes, "여러 투쟁")는 그리스 신화에서 이오카스테와 오이디푸스 사이에서 태어난 아들이다. 아내는 아르게아다. 아버지인 오이디푸스가 제 아버지를 죽이고 어머니와 결혼한 사실이 밝혀져 테베에서 추방된 뒤로 아우 에테오클레스와 테베를 지배했으나 이들에게 오이디푸스가 내린 저주 때문에 평화로이 지배권을 공유하지 못하고 아우와 반목하다가 결국 아우와의 전쟁에서 죽었다.

## 같이 보기
- 에피고니
- 에테오클레스